# Cats That Look Like Hitler
 (janvier 2025).
La mise en forme du texte ne suit pas les recommandations de Wikipédia : il faut le « wikifier ».
Les points d'amélioration suivants sont les cas les plus fréquents. Le détail des points à revoir est peut-être précisé sur la page de discussion.
- Les titres sont pré-formatés par le logiciel. Ils ne sont ni en capitales, ni en gras.
- Le texte ne doit pas être écrit en capitales (les noms de famille non plus), ni en gras, ni en italique, ni en « petit »…
- Le gras n'est utilisé que pour surligner le titre de l'article dans l'introduction, une seule fois.
- L'italique est rarement utilisé : mots en langue étrangère, titres d'œuvres, noms de bateaux, etc.
- Les citations ne sont pas en italique mais en corps de texte normal. Elles sont entourées par des guillemets français : « et ».
- Les listes à puces sont à éviter, des paragraphes rédigés étant largement préférés. Les tableaux sont à réserver à la présentation de données structurées (résultats, etc.).
- Les appels de note de bas de page (petits chiffres en exposant, introduits par l'outil «  Source ») sont à placer entre la fin de phrase et le point final[comme ça].
- Les liens internes (vers d'autres articles de Wikipédia) sont à choisir avec parcimonie. Créez des liens vers des articles approfondissant le sujet. Les termes génériques sans rapport avec le sujet sont à éviter, ainsi que les répétitions de liens vers un même terme.
- Les liens externes sont à placer uniquement dans une section « Liens externes », à la fin de l'article. Ces liens sont à choisir avec parcimonie suivant les règles définies. Si un lien sert de source à l'article, son insertion dans le texte est à faire par les notes de bas de page.
- La présentation des références doit suivre les conventions bibliographiques. Il est recommandé d'utiliser les modèles {{Ouvrage}}, {{Chapitre}}, {{Article}}, {{Lien web}} et/ou {{Bibliographie}}. Le mode d'édition visuel peut mettre en forme automatiquement les références.
- Insérer une infobox (cadre d'informations à droite) n'est pas obligatoire pour parachever la mise en page.

Pour une aide détaillée, merci de consulter Aide:Wikification.
Si vous pensez que ces points ont été résolus, vous pouvez retirer ce bandeau et améliorer la mise en forme d'un autre article.
 (avril 2025).

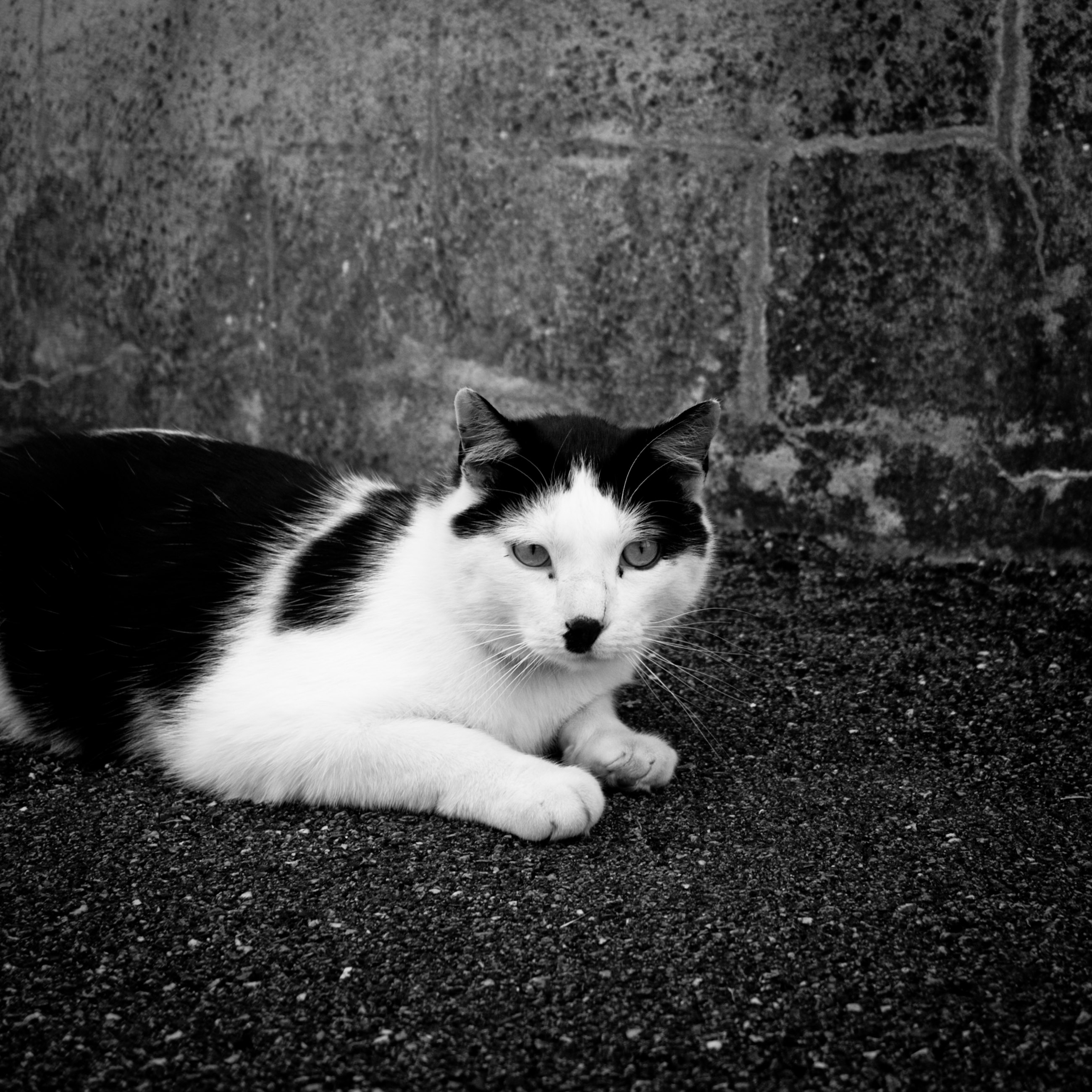
Un chat avec une tache noire sous le nez qui ressemble un peu à la moustache en brosse à dents d'Hitler

Cats That Look Like Hitler est un site Web satirique présentant des photographies de chats ressemblant à Adolf Hitler, dictateur de l'Allemagne de 1933 à 1945. Ces chats sont souvent appelés « kitler » sur Internet. La plupart des chats sont pie, avec une grande tache noire sous le nez[Quoi ?], un peu comme la moustache en brosse à dents du dictateur, et d'autres traits qui suggèrent une expression typiquement sévère. Certains ont des taches noires diagonales sur la tête ressemblant à la frange d'Hitler.
Le site a été fondé par Koos Plegt et Paul Neve en 2006, et est devenu largement connu après avoir été présenté dans plusieurs programmes télévisés à travers l'Europe,, et l'Australie. Le site fut ensuite géré uniquement par Neve. En février 2013, il avait approuvé les photographies de plus de 7 500 chats. Le site n'a pas été mis à jour depuis avril 2014.

## Dans la culture populaire
Stephen Colbert a mentionné le site dans The Colbert Report en juillet 2010. Le site était fréquemment référencé dans le magazine de jeu australien Total Gamer, aujourd'hui disparu, et est devenu bien connu en Nouvelle-Zélande depuis qu'il a été mentionné dans l' émission Edge Nightshow par Brad Wattson que son chat « Piggles » était le « kitler » (chat Hitler) n°1 au monde. Le site a également été mentionné brièvement dans The Social Network[Quoi ?].
Les chats sont un élément essentiel de la culture Internet, et Cats That Look Like Hitler peut être considéré comme une émanation d'une fascination culturelle plus large pour les chats sur Internet . En 2011, le Daily Telegraph a fait état d'un « kitler » qui n'a pas pu être adopté en raison de sa ressemblance faciale avec le dictateur.
L'écrivain du Times, Ben Machell, a interviewé les propriétaires de chats sensationnels tels que ceux du site et a proposé diverses explications possibles à la création et à la popularité des chats sur Internet, y compris les chats qui ressemblent à Hitler. Machell mentionne la nature mystérieuse et la personnalité du chat comme une cible parfaite pour projeter la personnalité et l'émotion, et rappelle le culte des chats par les anciens Égyptiens.
Un météorologue de la chaîne d'information de Kansas City, KCTV5, s'est excusé après avoir présenté un chat ressemblant à Hitler, également nommé « Kitler », lors d'un segment intitulé « Caturday » qui présente des photos de chats locaux soumises par les téléspectateurs avec la mise à jour météo.